# Criso (dios)
En la mitología griega, Criso (Χρύσος) era el espíritu (demon) de las riquezas de oro.

Khrysos (Oro) es un hijo de Zeus, ni la polilla ni el óxido lo devoran, pero la mente del hombre es devorada por esta suprema posesión
Píndaro. Fragmento 222 (trad. de Sandys) (lírica griega del siglo V a.C.)